# Groton (Massachusetts)
Groton é uma vila localizada no condado de Middlesex no estado estadounidense de Massachusetts. No Censo de 2010 tinha uma população de 10.646 habitantes e uma densidade populacional de 121,77 pessoas por km².

## Geografia
Groton encontra-se localizado nas coordenadas 42° 36′ 42″ N, 71° 33′ 55″ O. Segundo o Departamento do Censo dos Estados Unidos, Groton tem uma superfície total de 87.43 km², da qual 84.85 km² correspondem a terra firme e (2.95%) 2.58 km² é água.

## Demografia
Segundo o censo de 2010, tinha 10.646 pessoas residindo em Groton. A densidade populacional era de 121,77 hab./km². Dos 10.646 habitantes, Groton estava composto pelo 94.97% brancos, o 0.43% eram afroamericanos, o 0.07% eram amerindios, o 2.76% eram asiáticos, o 0.01% eram insulares do Pacífico, o 0.34% eram de outras raças e o 1.42% pertenciam a duas ou mais raças. Do total da população o 1.81% eram hispanos ou latinos de qualquer raça.